# 紅額底鱂
紅額底鱂，為輻鰭魚綱鯉齒目鯉齒亞目底鱂科的其中一種，為亞熱帶淡水魚，分布於中美洲百慕達群島淡水流域，體長可達8公分，棲息在底中層水域，生活習性不明，可做為觀賞魚。

## 擴展閱讀
維基物種上的相關：紅額底鱂